# Camarón de la Isla
El Camarón de la Isla  (pravim imenom José Monge Cruz Cádiz, 5. prosinca 1950. — 2. srpnja 1992.) bio je poznati španjolski pjevač romskog podrijetla.  
Rođen je u naselju San-Fernando u gradu Cádizu u Španjolskoj. Još u djetinjstvu odrastao je u flamenco okruženju. Otac mu je radio u kovačkoj radionici a majka je pravila korpe. Dječak José je zbog svoje mršavosti i svoje plave kose dobio nadimak Camarón, što na španjolskom jeziku znači škamp. Ostatak imena "de la isla" asocira na rodno mjesto pjevača San Fernando, koje je poznato pod nazivom "otok".
Prerana smrt njegovog oca prouzrokovala je ekonomske probleme u obitelji Joséa Monge, kada on, iako tek desetogodišnjak, počinje pjevati po ugostiteljskim objektima po San Fernandu da bi zaradio novac.  Kao dvanaestogodišnjak dobio je prvu nagradu na flamenco natjecanju u Montilli a kada kao šesnaestogodišnjak dobiva prestižnu nagradu na festivalu Mairena del Alcor, u pokrajini Sevilla odlučuje se do kraja posvetiti zanimanju flamenco pjevača. 
Odlazi u Madrid kao član flamenco sastava Miguel de los Reyes i Dolores Vargas. Pjevao je u najpoznatijem flamenco baru u Madridu, "Torres Bermejas", gdje je upoznao gitaristu Paca de Lucíu, s kojim je surađivao na objavljenim albumima u periodu od 1969. do 1977. Svoj najpoznatiji album "La leyenda del tiempo" objavljuje 1979., na kojem unosi novi zvuk u flamenco glazbu mješajući je s jazzom i rock and rollom. 
Tijekom svoje karijere objavio je 19 albuma, među kojima je "Soy gitano" (Ciganin sam) 1989. godine, koji postaje najprodavaniji album flamenco glazbe u povijesti. Svoj zadnji album objavio je 1992. godine a iste godine umire u 41. godini života. 